# Anuel AA/Diskografie
Diese Diskografie ist eine Übersicht über die musikalischen Werke des puerto-ricanischen Sängers und Rappers Anuel AA. Den Schallplattenauszeichnungen zufolge hat er bisher mehr als 36 Millionen Tonträger verkauft. Seine erfolgreichste Veröffentlichung ist die Single Adicto mit über 1,9 Millionen verkauften Einheiten.

## Alben

### Studioalben
| Jahr | Titel Musiklabel                                      | Höchstplatzierung, Gesamtwochen, AuszeichnungChartplatzierungen (Jahr, Titel, Musiklabel, Platzierungen, Wochen, Auszeichnungen, Anmerkungen) | Höchstplatzierung, Gesamtwochen, AuszeichnungChartplatzierungen (Jahr, Titel, Musiklabel, Platzierungen, Wochen, Auszeichnungen, Anmerkungen) | Höchstplatzierung, Gesamtwochen, AuszeichnungChartplatzierungen (Jahr, Titel, Musiklabel, Platzierungen, Wochen, Auszeichnungen, Anmerkungen) | Höchstplatzierung, Gesamtwochen, AuszeichnungChartplatzierungen (Jahr, Titel, Musiklabel, Platzierungen, Wochen, Auszeichnungen, Anmerkungen) | Höchstplatzierung, Gesamtwochen, AuszeichnungChartplatzierungen (Jahr, Titel, Musiklabel, Platzierungen, Wochen, Auszeichnungen, Anmerkungen) | Höchstplatzierung, Gesamtwochen, AuszeichnungChartplatzierungen (Jahr, Titel, Musiklabel, Platzierungen, Wochen, Auszeichnungen, Anmerkungen) | Anmerkungen                                     |
| Jahr | Titel Musiklabel                                      | DE | AT | CH | US | Latin | ES | Anmerkungen                                     |
| ---- | ----------------------------------------------------- | --- | --- | --- | --- | --- | --- | ----------------------------------------------- |
| 2018 | Real hasta la muerte Selbstverlag                     | — | — | — | US42 (26 Wo.)US | Latin1 ×6Sechsfachplatin · (135 Wo.)Latin | ES33 Gold · (47 Wo.)ES | Erstveröffentlichung: 13. Juli 2018             |
| 2020 | Emmanuel Real Hasta La Muerte (Sony)                  | — | — | CH15 (11 Wo.)CH | US8 (26 Wo.)US | Latin1 ×6Sechsfachplatin · (170 Wo.)Latin | ES1 Platin · (153 Wo.)ES | Erstveröffentlichung: 30. Mai 2020              |
| 2021 | Los dioses Real Hasta La Muerte (Sony)                | — | — | CH17 (2 Wo.)CH | US10 (4 Wo.)US | Latin1 (20 Wo.)Latin | ES1 Gold · (35 Wo.)ES | Erstveröffentlichung: 22. Januar 2021 mit Ozuna |
| 2021 | Las leyendas nunca mueren Real Hasta La Muerte (Sony) | — | — | CH96 (1 Wo.)CH | US30 (13 Wo.)US | Latin1 ×4Vierfachplatin · (42 Wo.)Latin | ES5 Gold · (120 Wo.)ES | Erstveröffentlichung: 26. November 2021         |
| 2022 | LLNM2 Real Hasta La Muerte (Sony)                     | — | — | — | US30 (7 Wo.)US | Latin2 ×3Dreifachplatin · (38 Wo.)Latin | ES8 Gold · (77 Wo.)ES | Erstveröffentlichung: 9. Dezember 2022          |

### Mixtapes
- 2016: Real hasta la muerte – The Mixtape

## Singles

### Als Leadmusiker
| Jahr | Titel Album                                      | Höchstplatzierung, Gesamtwochen, AuszeichnungChartplatzierungen (Jahr, Titel, Album, Platzierungen, Wochen, Auszeichnungen, Anmerkungen) | Höchstplatzierung, Gesamtwochen, AuszeichnungChartplatzierungen (Jahr, Titel, Album, Platzierungen, Wochen, Auszeichnungen, Anmerkungen) | Höchstplatzierung, Gesamtwochen, AuszeichnungChartplatzierungen (Jahr, Titel, Album, Platzierungen, Wochen, Auszeichnungen, Anmerkungen) | Höchstplatzierung, Gesamtwochen, AuszeichnungChartplatzierungen (Jahr, Titel, Album, Platzierungen, Wochen, Auszeichnungen, Anmerkungen) | Höchstplatzierung, Gesamtwochen, AuszeichnungChartplatzierungen (Jahr, Titel, Album, Platzierungen, Wochen, Auszeichnungen, Anmerkungen) | Höchstplatzierung, Gesamtwochen, AuszeichnungChartplatzierungen (Jahr, Titel, Album, Platzierungen, Wochen, Auszeichnungen, Anmerkungen) | Anmerkungen                                                                                                  |
| Jahr | Titel Album                                      | DE | AT | CH | US | Latin | ES | Anmerkungen                                                                                                  |
| --- | ------------------------------------------------ | --- | --- | --- | --- | --- | --- | --- |
| 2015 | Soldado y Profeta –                              | — | — | — | — | — | ES— GoldES | Erstveröffentlichung: 15. Dezember 2015 feat. Ozuna, Almighty & Kendo                                        |
| 2016 | Soldado y Profeta (Remix) –                      | — | — | — | — | — | — | Erstveröffentlichung: 31. Januar 2016 feat. Ozuna, Almighty, Kendo & Ñengo Flow                              |
| 2016 | Tu Me Enamoraste (Remix) –                       | — | — | — | — | Latin— PlatinLatin | ES— GoldES | Erstveröffentlichung: 2. April 2016 mit Larry Over, Bryant Myers, Almighty & Brytiago                        |
| 2016 | Sola –                                           | — | — | — | — | Latin34 (20 Wo.)Latin | ES15 ×3Dreifachplatin · (54 Wo.)ES | Erstveröffentlichung: 17. April 2016                                                                         |
| 2016 | En el castillo –                                 | — | — | — | — | Latin— GoldLatin | — | Erstveröffentlichung: 21. April 2016                                                                         |
| 2016 | Esclava (Remix) –                                | — | — | — | — | Latin— GoldLatin | — | Erstveröffentlichung: 1. Mai 2016 mit Bryant Myers, Anonimus & Almighty                                      |
| 2016 | Liberace –                                       | — | — | — | — | Latin— GoldLatin | — | Erstveröffentlichung: 30. Juni 2016                                                                          |
| 2016 | No Love –                                        | — | — | — | — | — | ES— GoldES | Erstveröffentlichung: 30. Juli 2016                                                                          |
| 2016 | 47 –                                             | — | — | — | — | Latin— GoldLatin | ES— GoldES | Erstveröffentlichung: 25. November 2016 mit Ñengo Flow                                                       |
| 2016 | Sola (Remix) –                                   | — | — | — | — | Latin34 ×7Siebenfachplatin · (20 Wo.)Latin                                                                                               | ES— ×2DoppelplatinES | Erstveröffentlichung: 1. Dezember 2016 feat. Daddy Yankee, Zion y Lennox, Farruko & Wisin                    |
| 2017 | 47 (Remix) –                                     | — | — | — | — | Latin— PlatinLatin | — | Erstveröffentlichung: 31. März 2017 mit Ñengo Flow & Farruko                                                 |
| 2017 | La última vez –                                  | — | — | — | — | Latin34 (6 Wo.)Latin | ES74 (9 Wo.)ES | Erstveröffentlichung: 5. Mai 2017                                                                            |
| 2017 | Ayer 2 –                                         | — | — | — | — | — | ES— PlatinES | Erstveröffentlichung: 16. Juni 2017 feat. DJ Nelson, J Balvin, Nicky Jam & Consulluela                       |
| 2017 | Tu No Metes Cabra (Remix) –                      | — | — | — | — | Latin— PlatinLatin | — | Erstveröffentlichung: 25. Oktober 2017 mit Bad Bunny, Daddy Yankee & Cuscullela                              |
| 2018 | Culpables Ocean                                  | — | — | — | — | Latin8 Diamant · (26 Wo.)Latin | ES19 ×2Doppelplatin · (26 Wo.)ES | Erstveröffentlichung: 14. September 2018 mit Karol G                                                         |
| 2018 | Qué sería –                                      | — | — | — | — | — | ES73 (1 Wo.)ES | Erstveröffentlichung: 12. Oktober 2018                                                                       |
| 2018 | Ella quiere beber (Remix) –                      | — | — | — | US61 (20 Wo.)US | Latin4 Platin · (46 Wo.)Latin | ES7 ×5Fünffachplatin · (31 Wo.)ES | Erstveröffentlichung: 2. November 2018 feat. Romeo Santos Remix von Quiere beber aus demselben Jahr          |
| 2018 | Adictiva –                                       | — | — | — | — | Latin10 (26 Wo.)Latin | ES4 ×3Dreifachplatin · (27 Wo.)ES | Erstveröffentlichung: 9. November 2018 mit Daddy Yankee                                                      |
| 2018 | Amanece –                                        | — | — | — | — | Latin11 ×3Diamant + Dreifachplatin · (26 Wo.)Latin                                                                                       | ES4 ×7Siebenfachplatin · (58 Wo.)ES | Erstveröffentlichung: 14. Dezember 2018 mit Haze                                                             |
| 2019 | Secreto Emmanuel                                 | — | — | CH65 (11 Wo.)CH | US68 (11 Wo.)US | Latin4 Diamant · (26 Wo.)Latin | ES1 ×4Vierfachplatin · (31 Wo.)ES | Erstveröffentlichung: 15. Januar 2019 mit Karol G                                                            |
| 2019 | Controla –                                       | — | — | — | — | Latin28 (6 Wo.)Latin | ES41 Gold · (12 Wo.)ES | Erstveröffentlichung: 15. Februar 2019 mit Brytiago                                                          |
| 2019 | Por ley –                                        | — | — | — | — | Latin49 (1 Wo.)Latin | ES64 (1 Wo.)ES | Erstveröffentlichung: 24. Mai 2019                                                                           |
| 2019 | China Emmanuel                                   | DE50 (9 Wo.)DE | AT67 (1 Wo.)AT | CH10 (23 Wo.)CH | US43 (18 Wo.)US | Latin1 Gold · (30 Wo.)Latin | ES1 ×8Achtfachplatin · (60 Wo.)ES | Erstveröffentlichung: 19. Juli 2019 mit Daddy Yankee & Karol G feat. J Balvin & Ozuna                        |
| 2019 | Otro trago (Remix) –                             | — | — | — | US34 (20 Wo.)US | Latin1 (40 Wo.)Latin | ES2 ×3Dreifachplatin · (29 Wo.)ES | Erstveröffentlichung: 26. Juli 2019 mit Sech, Darell, Nicky Jam & Ozuna                                      |
| 2019 | Adicto –                                         | — | — | CH87 (2 Wo.)CH | US86 Platin · (2 Wo.)US | Latin5 (26 Wo.)Latin | ES3 ×4Vierfachplatin · (27 Wo.)ES | Erstveröffentlichung: 22. August 2019 mit Tainy & Ozuna                                                      |
| 2019 | Yes Family Ties                                  | — | — | — | US— GoldUS | — | — | Erstveröffentlichung: 6. September 2019 mit Fat Joe & Cardi B                                                |
| 2019 | Gan-Ga (Remix) –                                 | — | — | — | — | Latin11 (18 Wo.)Latin | ES14 Platin · (7 Wo.)ES | Erstveröffentlichung: 26. November 2019 mit Bryant Myers                                                     |
| 2020 | Me gusta –                                       | — | — | CH42 (6 Wo.)CH | — | Latin6 (20 Wo.)Latin | ES2 ×3Dreifachplatin · (34 Wo.)ES | Erstveröffentlichung: 13. Januar 2020 mit Shakira                                                            |
| 2020 | Medusa –                                         | — | — | — | — | Latin12 Diamant · (13 Wo.)Latin | ES5 ×2Doppelplatin · (16 Wo.)ES | Erstveröffentlichung: 5. Februar 2020 mit Jhay Cortez & J Balvin                                             |
| 2020 | Keii –                                           | — | — | — | US83 (1 Wo.)US | Latin3 (20 Wo.)Latin | ES2 ×2Doppelplatin · (16 Wo.)ES | Erstveröffentlichung: 7. Februar 2020                                                                        |
| 2020 | Follow –                                         | — | — | — | — | Latin17 (5 Wo.)Latin | ES9 Platin · (10 Wo.)ES | Erstveröffentlichung: 2. April 2020 mit Karol G                                                              |
| 2020 | 3 de Abril –                                     | — | — | — | — | Latin28 (1 Wo.)Latin | ES23 Gold · (3 Wo.)ES | Erstveröffentlichung: 3. April 2020                                                                          |
| 2020 | Sola & vacía –                                   | — | — | — | — | Latin— ×2DoppelplatinLatin | ES5 Platin · (19 Wo.)ES | Erstveröffentlichung: 16. April 2020 mit Casper Magico                                                       |
| 2020 | No me ame –                                      | — | — | — | — | Latin15 (11 Wo.)Latin | ES24 (4 Wo.)ES | Erstveröffentlichung: 17. April 2020 mit Rvssian & Juice Wrld                                                |
| 2020 | Illuminati –                                     | — | — | — | — | Latin21 (1 Wo.)Latin | — | Erstveröffentlichung: 24. April 2020 mit Lil Pump                                                            |
| 2020 | La jeepeta (Remix) –                             | — | — | — | US93 (10 Wo.)US | Latin3 ×6Diamant + Sechsfachplatin · (31 Wo.)Latin                                                                                       | ES1 ×4Vierfachplatin · (39 Wo.)ES | Erstveröffentlichung: 24. April 2020 mit Nio Garcia, Myke Towers, Brray & Juanka                             |
| 2020 | Conversacion con dios –                          | — | — | — | — | Latin— PlatinLatin | — | Erstveröffentlichung: 13. Mai 2020                                                                           |
| 2020 | Sur y norte The Goat                             | — | — | — | — | Latin— GoldLatin | ES5 ×2Doppelplatin · (20 Wo.)ES | Erstveröffentlichung: 14. Mai 2020 mit Ñengo Flow                                                            |
| 2020 | La bebé (Remix) –                                | — | — | — | — | Latin— GoldLatin | ES58 Gold · (58 Wo.)ES | Erstveröffentlichung: 14. Mai 2020 feat. Cardi B, Black Jonas Point, Secreto ‘El Famoso Biberon’ & Liro Shaq |
| 2020 | Fútbol y Rumba Emmanuel                          | — | — | CH96 (1 Wo.)CH | — | Latin8 (15 Wo.)Latin | ES6 Platin · (13 Wo.)ES | Erstveröffentlichung: 28. Mai 2020 feat. Enrique Iglesias                                                    |
| 2020 | Don don –                                        | — | — | — | — | Latin10 ×2Doppelplatin · (15 Wo.)Latin                                                                                                   | ES16 Platin · (13 Wo.)ES | Erstveröffentlichung: 11. September 2020 mit Daddy Yankee & Kendo Kaponi                                     |
| 2020 | Diosa (Remix) –                                  | — | — | — | — | Latin— GoldLatin | ES35 (3 Wo.)ES | Erstveröffentlichung: 28. Oktober 2020 mit Myke Towers & Natti Natasha                                       |
| 2021 | Fiel (Remix) –                                   | — | — | — | — | Latin— ×8AchtfachplatinLatin | ES9 ×2Doppelplatin · (13 Wo.)ES | Erstveröffentlichung: 15. Juni 2021 mit Wisin, Los Legendarios, Jhay Cortez & Myke Towers                    |
| 2021 | Los de siempre –                                 | — | — | — | — | Latin21 (2 Wo.)Latin | ES88 (1 Wo.)ES | Erstveröffentlichung: 6. August 2021 mit Chris Jedi                                                          |
| 2021 | 23 preguntas –                                   | — | — | — | — | Latin17 (5 Wo.)Latin | ES52 Platin · (8 Wo.)ES | Erstveröffentlichung: 23. August 2021                                                                        |
| 2021 | Ley seca –                                       | — | — | — | — | Latin12 (25 Wo.)Latin | ES2 ×5Fünffachplatin · (48 Wo.)ES | Erstveröffentlichung: 3. September 2021 mit Jhay Cortez                                                      |
| 2021 | Dictadura Las leyendas nunca mueren              | — | — | — | — | Latin12 (12 Wo.)Latin | ES13 Gold · (5 Wo.)ES | Erstveröffentlichung: 28. Oktober 2021                                                                       |
| 2021 | Anuel AA: Bzrp Music Session Vol. 46 –           | — | — | — | — | Latin38 (1 Wo.)Latin | ES3 Platin · (9 Wo.)ES | Erstveröffentlichung: 3. November 2021 mit Bizarrap                                                          |
| 2021 | Súbelo Las leyendas nunca mueren                 | — | — | — | — | Latin12 (20 Wo.)Latin | ES15 Platin · (12 Wo.)ES | Erstveröffentlichung: 18. November 2021 mit Myke Towers & Jhay Cortez                                        |
| 2021 | Leyenda Las leyendas nunca mueren                | — | — | — | — | Latin21 (4 Wo.)Latin | ES51 (3 Wo.)ES | Erstveröffentlichung: 26. November 2021                                                                      |
| 2022 | Si Tu Me Busca –                                 | — | — | — | — | Latin12 (2 Wo.)Latin | ES97 (1 Wo.)ES | Erstveröffentlichung: 31. März 2022 mit Yailin La Mas Viral                                                  |
| 2022 | La llevo al cielo –                              | — | — | — | — | Latin29 Platin · (20 Wo.)Latin | ES9 ×3Dreifachplatin · (24 Wo.)ES | Erstveröffentlichung: 20. Mai 2022 mit Chris Jedi, Chenco Corleone & Ñengo Flow                              |
| 2022 | ¿Qué Nos Pasó? –                                 | — | — | — | — | Latin43 (1 Wo.)Latin | ES60 Platin · (6 Wo.)ES | Erstveröffentlichung: 26. Mai 2022                                                                           |
| 2022 | Malo LLNM2                                       | — | — | — | — | — | ES78 (1 Wo.)ES | Erstveröffentlichung: 14. Juli 2022 mit Zion & Randy                                                         |
| 2022 | Delincuente –                                    | — | — | — | — | Latin— ×4VierfachplatinLatin | ES— PlatinES | Erstveröffentlichung: 19. August 2022 mit Tokischa & Ñengo Flow                                              |
| 2022 | Mercedes Tintea LLNM2                            | — | — | — | — | Latin29 (5 Wo.)Latin | ES38 Gold · (3 Wo.)ES | Erstveröffentlichung: 25. August 2022                                                                        |
| 2022 | Brother LLNM2                                    | — | — | — | — | — | ES79 Gold · (2 Wo.)ES | Erstveröffentlichung: 14. September 2022                                                                     |
| 2022 | La 2blea LLNM2                                   | — | — | — | — | Latin29 (2 Wo.)Latin | ES91 (1 Wo.)ES | Erstveröffentlichung: 30. September 2022                                                                     |
| 2022 | El nene LLNM2                                    | — | — | — | — | Latin26 ×2Doppelplatin · (6 Wo.)Latin | ES59 Gold · (3 Wo.)ES | Erstveröffentlichung: 28. Oktober 2022 feat. Foreign Teck                                                    |
| 2022 | Diamantes en Mis Dientes LLNM2                   | — | — | — | — | Latin41 (1 Wo.)Latin | — | Erstveröffentlichung: 1. November 2022 mit YOVNGCHIMI                                                        |
| 2022 | Duro –                                           | — | — | — | — | Latin21 (1 Wo.)Latin | ES74 Gold · (2 Wo.)ES | Erstveröffentlichung: 4. November 2022 mit Chris Jedi, Gaby Music & Jenny                                    |
| 2022 | Presidentes muertos –                            | — | — | — | — | — | — | Erstveröffentlichung: 4. November 2022 mit Casper Magico, Bryant Myers & Yovng Chimi                         |
| 2022 | Si Yo Me Muero LLNM2                             | — | — | — | — | Latin32 (2 Wo.)Latin | ES78 (2 Wo.)ES | Erstveröffentlichung: 23. November 2022 mit Mvsis                                                            |
| 2023 | Más rica que ayer –                              | — | — | — | — | Latin16 Diamant + Platin · (16 Wo.)Latin                                                                                                 | ES22 Platin · (12 Wo.)ES | Erstveröffentlichung: 2. März 2023 mit Mambo Kingz & DJ Luian                                                |
| 2023 | Triste verano –                                  | — | — | — | — | Latin36 (1 Wo.)Latin | ES22 Platin · (5 Wo.)ES | Erstveröffentlichung: 14. April 2023 mit Eladio Carrión                                                      |
| 2023 | Mi Exxx Mr. W                                    | — | — | — | — | Latin40 ×2Doppelplatin · (1 Wo.)Latin | ES57 (3 Wo.)ES | Erstveröffentlichung: 20. April 2023 mit Wisin                                                               |
| 2023 | Mejor que yo –                                   | — | — | — | US83 (1 Wo.)US | Latin17 ×4Vierfachplatin · (3 Wo.)Latin                                                                                                  | ES34 Gold · (3 Wo.)ES | Erstveröffentlichung: 5. Mai 2023 mit DJ Luian & Mambo Kingz                                                 |
| 2023 | Pacto (Remix) –                                  | — | — | — | — | Latin29 (2 Wo.)Latin | ES29 Platin · (13 Wo.)ES | Erstveröffentlichung: 28. Juli 2023 mit Jay Wheeler, Dei V, Hades66 & Bryant Myers                           |
| 2023 | Corazón Roto pt. 3 –                             | — | — | — | — | Latin— ×4VierfachplatinLatin | — | Erstveröffentlichung: 8. September 2023 mit Brray, Chencho Corleone, Jhayco & Ryan Castro                    |
| 2023 | OA –                                             | — | — | — | — | Latin— ×4VierfachplatinLatin | ES5 ×3Dreifachplatin · (28 Wo.)ES | Erstveröffentlichung: 13. Oktober 2023 mit Quevedo, Maluma, Mambo Kingz & DJ Luian                           |
| 2023 | Alcohol Sugar Papi                               | — | — | — | — | — | — | Erstveröffentlichung: 1. November 2023 mit Marshmello                                                        |
| 2024 | Bad Boy Los Marcianos Vol.1: Dei V Version       | — | — | — | — | Latin46 (1 Wo.)Latin | ES19 Platin · (7 Wo.)ES | Erstveröffentlichung: 7. Februar 2024 mit Chris Jedi, Gaby Music, Dei V & Ozuna                              |
| 2024 | Tacos Gucci –                                    | — | — | — | — | — | ES43 (3 Wo.)ES | Erstveröffentlichung: 15. Februar 2024                                                                       |
| 2024 | VVS Switch (Remix) –                             | — | — | — | — | Latin15 (4 Wo.)Latin | ES26 Gold · (2 Wo.)ES | Erstveröffentlichung: 15. März 2024 mit Pressure 9x19, Hades 66, Yovngchimi, C Dobleta & Luar La L           |
| 2024 | Kilerito –                                       | — | — | — | — | Latin— PlatinLatin | ES68 Gold · (4 Wo.)ES | Erstveröffentlichung: 19. April 2024 mit Brytiago                                                            |
| 2024 | Toki –                                           | — | — | — | — | Latin37 ×4Vierfachplatin · (2 Wo.)Latin                                                                                                  | ES58 (3 Wo.)ES | Erstveröffentlichung: 2. Mai 2024 mit Casper Magico, Luar La L & Izaak                                       |
| 2024 | XQCP –                                           | — | — | — | — | Latin— PlatinLatin | ES76 (2 Wo.)ES | Erstveröffentlichung: 6. Juni 2024 mit Izaak                                                                 |
| 2024 | Razones –                                        | — | — | — | — | Latin20 (3 Wo.)Latin | ES21 (3 Wo.)ES | Erstveröffentlichung: 27. Juni 2024 mit Ozuna, DJ Luian, & Mambo Kingz                                       |
| 2024 | Baby Demon –                                     | — | — | — | — | Latin36 (1 Wo.)Latin | ES70 (2 Wo.)ES | Erstveröffentlichung: 11. Juli 2024 mit Yovngchimi                                                           |
| 2024 | Shampoo de coco –                                | — | — | — | — | — | ES57 (1 Wo.)ES | Erstveröffentlichung: 29. August 2024                                                                        |
| 2024 | Headshot –                                       | — | — | — | — | Latin48 (1 Wo.)Latin | ES55 (1 Wo.)ES | Erstveröffentlichung: 19. September 2024                                                                     |
| 2024 | Deportivo –                                      | — | — | — | — | Latin39 ×3Dreifachplatin · (10 Wo.)Latin                                                                                                 | ES32 Gold · (14 Wo.)ES | Erstveröffentlichung: 14. November 2024 mit Blessd                                                           |
| 2025 | Baddie –                                         | — | — | — | — | — | ES81 (1 Wo.)ES | Erstveröffentlichung: 13. Februar 2025 mit Luar La L                                                         |
| 2025 | Te canto bajito –                                | — | — | — | — | — | ES80 (1 Wo.)ES | Erstveröffentlichung: 18. März 2025 mit Blessd & SOG                                                         |
| 2025 | Bugatti –                                        | — | — | — | — | — | ES52 (… Wo.)ES | Erstveröffentlichung: 1. Mai 2025                                                                            |
| 2025 | Little Demon –                                   | — | — | — | — | Latin31 (2 Wo.)Latin | ES40 (2 Wo.)ES | Erstveröffentlichung: 26. Juni 2025                                                                          |
| Folgende Lieder erschienen nicht als Single, wurden aber durch das Album zum Download und Streaming bereitgestellt und konnten somit eine Platzierung erlangen: |                                                  | | | | | | | |
| |                                                  | | | | | | | |
| 2018 | Brindemos Real hasta la muerte                   | — | — | — | — | Latin16 ×7Siebenfachplatin · (20 Wo.)Latin                                                                                               | ES67 Platin · (12 Wo.)ES | feat. Ozuna                                                                                                  |
| 2018 | Quiere beber Real hasta la muerte                | — | — | — | — | Latin— ×9NeunfachplatinLatin | ES6 ×3Dreifachplatin · (22 Wo.)ES | |
| 2018 | Na’ nuevo Real hasta la muerte                   | — | — | — | — | Latin34 ×3Dreifachplatin · (3 Wo.)Latin                                                                                                  | ES— GoldES | |
| 2018 | Hipócrita Real hasta la muerte                   | — | — | — | — | Latin39 ×3Dreifachplatin · (3 Wo.)Latin                                                                                                  | ES42 ×2Doppelplatin · (19 Wo.)ES | feat. Zion                                                                                                   |
| 2018 | Yeezy Real hasta la muerte                       | — | — | — | — | Latin45 ×3Dreifachplatin · (1 Wo.)Latin                                                                                                  | ES— PlatinES | feat. Ñengo Flow                                                                                             |
| 2020 | Hasta que Dios diga Emmanuel                     | — | — | — | US86 (1 Wo.)US | Latin4 (20 Wo.)Latin | ES1 ×5Fünffachplatin · (37 Wo.)ES | Charteinstieg: 4. Juni 2020 Videoauskopplung: 29. Mai 2020 feat. Bad Bunny                                   |
| 2020 | Reggaetonera Emmanuel                            | — | — | — | — | Latin12 (20 Wo.)Latin | ES15 ×2Doppelplatin · (19 Wo.)ES | Charteinstieg: 4. Juni 2020 Videoauskopplung: 19. Juni 2020                                                  |
| 2020 | Narcos Emmanuel                                  | — | — | — | — | Latin13 (20 Wo.)Latin | ES15 Platin · (12 Wo.)ES | Charteinstieg: 4. Juni 2020 Videoauskopplung: 26. Juni 2020                                                  |
| 2020 | Jangueo Emmanuel                                 | — | — | — | — | Latin16 (8 Wo.)Latin | ES8 ×2Doppelplatin · (18 Wo.)ES | Charteinstieg: 4. Juni 2020 mit Tego Calderón                                                                |
| 2020 | Que se joda Emmanuel                             | — | — | — | — | Latin32 (1 Wo.)Latin | ES41 (2 Wo.)ES | Charteinstieg: 4. Juni 2020 Videoauskopplung: 11. Juni 2020 feat. Farruko & Zion                             |
| 2020 | El manual Emmanuel                               | — | — | — | — | Latin38 (1 Wo.)Latin | ES1 ×3Dreifachplatin · (30 Wo.)ES | Charteinstieg: 4. Juni 2020                                                                                  |
| 2020 | Así soy yo Emmanuel                              | — | — | — | — | Latin14 (2 Wo.)Latin | ES29 Gold · (2 Wo.)ES | Charteinstieg: 4. Juni 2020 feat. Bad Bunny                                                                  |
| 2020 | Bandido Emmanuel                                 | — | — | — | — | Latin44 (1 Wo.)Latin | ES43 Gold · (6 Wo.)ES | Charteinstieg: 4. Juni 2020 mit Mariah                                                                       |
| 2020 | Somo o no somos Emmanuel                         | — | — | — | — | Latin26 (1 Wo.)Latin | ES50 (1 Wo.)ES | Charteinstieg: 4. Juni 2020                                                                                  |
| 2020 | Ferrari Emmanuel                                 | — | — | — | — | Latin29 (1 Wo.)Latin | ES53 (1 Wo.)ES | Charteinstieg: 4. Juni 2020 mit Lil Wayne                                                                    |
| 2020 | Antes y después Emmanuel                         | — | — | — | — | Latin23 (1 Wo.)Latin | ES60 (1 Wo.)ES | Charteinstieg: 4. Juni 2020 mit Kendo Kaponi, Yandel & Ñengo Flow                                            |
| 2020 | El problema Emmanuel                             | — | — | — | — | Latin45 (1 Wo.)Latin | ES72 (1 Wo.)ES | Charteinstieg: 4. Juni 2020                                                                                  |
| 2020 | No llores mujer Emmanuel                         | — | — | — | — | Latin50 (1 Wo.)Latin | ES88 (1 Wo.)ES | Charteinstieg: 4. Juni 2020 mit Travis Barker                                                                |
| 2020 | Tocándote Emmanuel                               | — | — | — | — | — | ES96 (1 Wo.)ES | Charteinstieg: 4. Juni 2020                                                                                  |
| 2021 | Antes Los Dioses                                 | — | — | — | US100 (1 Wo.)US | Latin5 (13 Wo.)Latin | ES4 Platin · (18 Wo.)ES | mit Ozuna |
| 2021 | Los Dioses                                       | — | — | — | — | Latin8 (5 Wo.)Latin | ES10 Gold · (5 Wo.)ES | mit Ozuna |
| 2021 | 100 Los Dioses                                   | — | — | — | — | Latin16 (4 Wo.)Latin | ES23 (4 Wo.)ES | mit Ozuna |
| 2021 | RD Los Dioses                                    | — | — | — | — | Latin17 (2 Wo.)Latin | ES31 (2 Wo.)ES | mit Ozuna |
| 2021 | La Maria Los Dioses                              | — | — | — | — | Latin18 (2 Wo.)Latin | ES65 (1 Wo.)ES | mit Ozuna |
| 2021 | Nena buena Los Dioses                            | — | — | — | — | Latin23 (1 Wo.)Latin | ES28 Gold · (13 Wo.)ES | mit Ozuna |
| 2021 | Nunca Los Dioses                                 | — | — | — | — | Latin25 (1 Wo.)Latin | ES46 (2 Wo.)ES | mit Ozuna |
| 2021 | Dime tú Los Dioses                               | — | — | — | — | Latin27 (1 Wo.)Latin | — | mit Ozuna |
| 2021 | Municiones Los Dioses                            | — | — | — | — | Latin30 (1 Wo.)Latin | ES40 (2 Wo.)ES | mit Ozuna |
| 2021 | Perreo Los Dioses                                | — | — | — | — | Latin32 (1 Wo.)Latin | ES37 (1 Wo.)ES | mit Ozuna |
| 2021 | Perfecto Los Dioses                              | — | — | — | — | Latin35 (1 Wo.)Latin | ES77 (1 Wo.)ES | mit Ozuna |
| 2021 | Contra el mundo Los Dioses                       | — | — | — | — | Latin42 (1 Wo.)Latin | ES76 (1 Wo.)ES | mit Ozuna |
| 2021 | Ropa cara Los Dioses                             | — | — | — | — | Latin45 (1 Wo.)Latin | — | mit Ozuna |
| 2021 | North Carolina Las leyendas nunca mueren         | — | — | — | — | Latin24 (2 Wo.)Latin | ES78 Gold · (1 Wo.)ES | feat. Eladio Carrión                                                                                         |
| 2021 | McGregor Las leyendas nunca mueren               | — | — | — | — | Latin25 (2 Wo.)Latin | ES58 Gold · (1 Wo.)ES | |
| 2021 | Real hasta la muerte Las leyendas nunca mueren   | — | — | — | — | Latin31 (1 Wo.)Latin | — | |
| 2021 | Llorando en un Ferrari Las leyendas nunca mueren | — | — | — | — | Latin33 (1 Wo.)Latin | ES49 (1 Wo.)ES | |
| 2021 | 1942 Las leyendas nunca mueren                   | — | — | — | — | Latin39 (1 Wo.)Latin | — | |
| 2021 | Rick Flair Las leyendas nunca mueren             | — | — | — | — | Latin41 (1 Wo.)Latin | — | |
| 2021 | Pin Las leyendas nunca mueren                    | — | — | — | — | Latin44 (1 Wo.)Latin | — | |
| 2021 | Esa cruz Las leyendas nunca mueren               | — | — | — | — | Latin48 (1 Wo.)Latin | ES— GoldES | |
| 2022 | La Máquina LLNM2                                 | — | — | — | — | Latin23 (2 Wo.)Latin | ES79 (1 Wo.)ES | mit Jowell y Randy, De La Ghetto & Yailin la Mas Viral                                                       |
| 2022 | Brrr LLNM2                                       | — | — | — | — | Latin40 (1 Wo.)Latin | ES98 (1 Wo.)ES | |
| 2022 | Sufro LLNM2                                      | — | — | — | — | Latin44 (1 Wo.)Latin | — | mit Kodak Black & Nengo Flow                                                                                 |

### Als Gastmusiker
| Jahr | Titel Album                                | Höchstplatzierung, Gesamtwochen, AuszeichnungChartplatzierungen (Jahr, Titel, Album, Platzierungen, Wochen, Auszeichnungen, Anmerkungen) | Höchstplatzierung, Gesamtwochen, AuszeichnungChartplatzierungen (Jahr, Titel, Album, Platzierungen, Wochen, Auszeichnungen, Anmerkungen) | Höchstplatzierung, Gesamtwochen, AuszeichnungChartplatzierungen (Jahr, Titel, Album, Platzierungen, Wochen, Auszeichnungen, Anmerkungen) | Höchstplatzierung, Gesamtwochen, AuszeichnungChartplatzierungen (Jahr, Titel, Album, Platzierungen, Wochen, Auszeichnungen, Anmerkungen) | Höchstplatzierung, Gesamtwochen, AuszeichnungChartplatzierungen (Jahr, Titel, Album, Platzierungen, Wochen, Auszeichnungen, Anmerkungen) | Höchstplatzierung, Gesamtwochen, AuszeichnungChartplatzierungen (Jahr, Titel, Album, Platzierungen, Wochen, Auszeichnungen, Anmerkungen) | Anmerkungen |
| Jahr | Titel Album                                | DE | AT | CH | US | Latin | ES | Anmerkungen |
| --- | ------------------------------------------ | --- | --- | --- | --- | --- | --- | --- |
| 2016 | Ella y yo –                                | — | — | — | — | Latin34 Platin · (20 Wo.)Latin | ES— PlatinES | Erstveröffentlichung: 27. Januar 2016 Pepe Quintana feat. Farruko, Anuel AA, Tempo, Bryant Myers & Almighty                                                        |
| 2016 | La ocasión –                               | — | — | — | — | Latin21 ×8Diamant + Achtfachplatin · (20 Wo.)Latin                                                                                       | ES— PlatinES | Erstveröffentlichung: 16. Februar 2016 DJ Luian & Mambo Kingz feat. De La Ghetto, Ozuna, Arcángel & Anuel AA                                                       |
| 2016 | Hablame –                                  | — | — | — | — | Latin— GoldLatin | — | Erstveröffentlichung: 29. April 2016 Dvice feat. Juanka, Lyan, Bryant Myers & Anuel AA                                                                             |
| 2016 | Ella y yo (Remix) –                        | — | — | — | — | Latin— GoldLatin | — | Erstveröffentlichung: 31. Juli 2016 Pepe Quintana feat. Farruko, Ozuna, Arcángel, Anuel AA, Tempo, Bryant Myers, Kevin Roldan, Ñengo Flow, Alexis La Bestia & Nejo |
| 2016 | Hablame 2 –                                | — | — | — | — | Latin— GoldLatin | — | Erstveröffentlichung: 4. August 2016 Dvice feat. Alex Kyza, Darkiel, Ñengo Flow, Anuel AA, Bryant Myers, Lary Over, Almighty & Juanka                              |
| 2017 | La ocasión (Remix) –                       | — | — | — | — | Latin— ×4VierfachplatinLatin | — | Erstveröffentlichung: 8. Februar 2017 DJ Luian & Mambo Kingz feat. De La Ghetto, Ozuna, Arcángel, Anuel AA, Daddy Yankee, Nicky Jam, Farruko, J Balvin & Zion      |
| 2017 | Ayer –                                     | — | — | — | — | Latin42 ×2Doppelplatin · (3 Wo.)Latin | ES— GoldES | Erstveröffentlichung: 31. März 2017 DJ Nelson feat. Anuel AA |
| 2017 | Bebé Odisea                                | — | — | — | — | Latin28 (20 Wo.)Latin | ES66 (1 Wo.)ES | Erstveröffentlichung: 21. Juni 2017 Ozuna feat. Anuel AA |
| 2018 | Thinkin’ –                                 | — | — | — | — | Latin— GoldLatin | — | Erstveröffentlichung: 6. April 2018 Spiff TV feat. Anuel AA, Bad Bunny & Future                                                                                    |
| 2018 | Bebé Dummy Boy                             | DE77 (2 Wo.)DE | AT75 (1 Wo.)AT | CH15 (9 Wo.)CH | US30 Platin · (5 Wo.)US | Latin1 (25 Wo.)Latin | ES1 ×3Dreifachplatin · (26 Wo.)ES | Erstveröffentlichung: 31. August 2018 6ix9ine feat. Anuel AA; Neuaufnahme des Lieds mit Ozuna von 2017                                                             |
| 2018 | Con silenciador El hombre                  | — | — | — | — | — | ES— GoldES | Erstveröffentlichung: 5. Oktober 2018 El Alfa feat. Anuel AA |
| 2018 | Asesina (Remix) –                          | — | — | — | — | Latin7 ×4Vierfachplatin · (29 Wo.)Latin                                                                                                  | — | Erstveröffentlichung: 31. Oktober 2018 Brytiago & Darell feat. Daddy Yankee, Ozuna & Anuel AA                                                                      |
| 2018 | Bubalu –                                   | — | — | — | — | Latin22 ×2×4Doppeldiamant + Vierfachplatin · (20 Wo.)Latin                                                                               | ES12 ×2Doppelplatin · (20 Wo.)ES | Erstveröffentlichung: 6. November 2018 DJ Luian & Mambo Kingz feat. Anuel AA, Becky G & Prince Royce                                                               |
| 2018 | Uptown Vibes (Remix) –                     | — | — | — | US98 Gold · (1 Wo.)US | — | — | Erstveröffentlichung: 22. November 2018 Meek Mill feat. Fabolous & Anuel AA                                                                                        |
| 2018 | A solas (Remix) Épico                      | — | — | — | — | Latin— PlatinLatin | ES39 ×2Doppelplatin · (23 Wo.)ES | Erstveröffentlichung: 7. Dezember 2018 Lunay feat. Lyanno, Anuel AA, Brytiago & Alex Rose                                                                          |
| 2019 | Verte ir –                                 | — | — | — | — | Latin17 ×2×4Doppeldiamant + Vierfachplatin · (20 Wo.)Latin                                                                               | ES5 ×4Vierfachplatin · (28 Wo.)ES | Erstveröffentlichung: 28. März 2019 DJ Luian, Mambo Kingz, Anuel AA, Nicky Jam, Darell & Brytiago                                                                  |
| 2019 | Baila Baila Baila (Remix) –                | — | — | — | US69 (9 Wo.)US | Latin3 (30 Wo.)Latin | ES— ×2DoppelplatinES | Erstveröffentlichung: 25. April 2019 Ozuna feat. Daddy Yankee, J Balvin, Farruko & Anuel AA                                                                        |
| 2019 | Ven y hazlo tú –                           | — | — | — | — | Latin39 (2 Wo.)Latin | ES56 (2 Wo.)ES | Erstveröffentlichung: 16. Mai 2019 Nicky Jam × J Balvin × Anuel AA × Arcángel                                                                                      |
| 2019 | Guayo –                                    | — | — | — | — | — | ES47 Gold · (6 Wo.)ES | Erstveröffentlichung: 17. Mai 2019 Zion & Lennox × Anuel AA × Haze                                                                                                 |
| 2019 | Dices que te vas Ocean                     | — | — | — | — | Latin35 (3 Wo.)Latin | — | Erstveröffentlichung: 30. Mai 2019 Karol G feat. Anuel AA |
| 2019 | Get Money –                                | — | — | — | — | — | — | Erstveröffentlichung: 31. Mai 2019 Akon feat. Anuel AA |
| 2019 | Tú no amas –                               | — | — | — | — | Latin— ×8AchtfachplatinLatin | ES39 Gold · (7 Wo.)ES | Erstveröffentlichung: 19. Juni 2019 DJ Luian & Mambo Kingz feat. Anuel AA, Arcangel & Karol G                                                                      |
| 2019 | LHNA                                       | — | — | — | — | Latin— PlatinLatin | ES— GoldES | Erstveröffentlichung: 21. Juni 2019 RobGz feat. Anuel AA |
| 2019 | Cambio –                                   | — | — | — | — | Latin27 (10 Wo.)Latin | ES— GoldES | Erstveröffentlichung: 25. Juni 2019 Ozuna feat. Anuel AA |
| 2019 | Whine Up Intimo                            | — | — | CH66 (3 Wo.)CH | — | Latin17 (16 Wo.)Latin | ES3 ×3Dreifachplatin · (26 Wo.)ES | Erstveröffentlichung: 28. Oktober 2019 Nicky Jam feat. Anuel AA |
| 2020 | Fantasías (Remix) –                        | — | — | — | — | — | ES16 Platin · (16 Wo.)ES | Erstveröffentlichung: 6. März 2020 Rauw Alejandro feat. Anuel AA, Natti Natasha, Farruko & lunay                                                                   |
| 2020 | Elegí (Remix) Afrodisíaco                  | — | — | — | — | — | ES— GoldES | Erstveröffentlichung: 28. August 2020 Rauw Alejandro, Dalex & Lenny Tavárez feat. Farruko, Anuel AA, Sech, Dímelo Flow & Justin Quiles                             |
| 2021 | Location KG0516                            | — | — | — | — | Latin6 ×6Sechsfachplatin · (18 Wo.)Latin                                                                                                 | ES13 Platin · (19 Wo.)ES | Erstveröffentlichung: 12. Februar 2021 Karol G feat. Anuel AA & J Balvin                                                                                           |
| 2022 | Reloj Afrodisíaco                          | — | — | — | — | Latin10 (28 Wo.)Latin | ES11 ×3Dreifachplatin · (33 Wo.)ES | Erstveröffentlichung: 22. Oktober 2020 Rauw Alejandro feat. Anuel AA                                                                                               |
| 2023 | Diablo, Qué Chimba Don Juan                | — | — | — | — | Latin45 (1 Wo.)Latin | ES66 (3 Wo.)ES | Erstveröffentlichung: 23. März 2023 Maluma feat. Anuel AA |
| 2024 | Bby Boo (Remix) –                          | — | — | — | — | Latin27 ×4Vierfachplatin · (12 Wo.)Latin                                                                                                 | ES6 ×2Doppelplatin · (18 Wo.)ES | Erstveröffentlichung: 27. März 2024 Izaak feat. Jhayco & Anuel AA                                                                                                  |
| 2024 | Bellakita El Plug D3                       | — | — | — | — | Latin— GoldLatin | — | Erstveröffentlichung: 14. Mai 2024 Conep feat. Anuel AA |
| 2024 | Wya Remix Black and Yellow –               | — | — | — | — | Latin— PlatinLatin | ES65 (2 Wo.)ES | Erstveröffentlichung: 21. Juni 2024 J Abdiel feat. Anuel AA, Blessd, Izaak & Pirlo                                                                                 |
| 2024 | Serio con ese q Primera Musa               | — | — | — | — | Latin43 Platin · (1 Wo.)Latin | ES57 Gold · (5 Wo.)ES | Erstveröffentlichung: 25. Juli 2024 Omar Courtz feat. Anuel AA |
| 2024 | Mirame (Remix) –                           | — | — | — | — | Latin— PlatinLatin | — | Erstveröffentlichung: 11. Dezember 2024 Blessd & Ovy on the Drums feat. Anuel AA                                                                                   |
| Folgende Lieder erschienen nicht als Single, wurden aber durch das Album zum Download und Streaming bereitgestellt und konnten somit eine Platzierung erlangen: |                                            | | | | | | | |
| |                                            | | | | | | | |
| 2018 | Supuestamente Aura                         | — | — | — | — | Latin32 (4 Wo.)Latin | ES89 Gold · (1 Wo.)ES | Ozuna feat. Anuel AA |
| 2018 | Pasado y presente Aura                     | — | — | — | — | Latin28 (3 Wo.)Latin | ES92 (1 Wo.)ES | Ozuna feat. Anuel AA |
| 2018 | Mala Dummy Boy                             | — | — | CH80 (2 Wo.)CH | — | Latin7 (12 Wo.)Latin | ES2 ×2Doppelplatin · (20 Wo.)ES | 6ix9ine feat. Anuel AA |
| 2018 | Única (Remix) Aura                         | — | — | — | — | — | ES57 (3 Wo.)ES | Charteinstieg: 2. September 2018 Ozuna feat. Anuel AA y Wisin & Yandel                                                                                             |
| 2019 | Delincuente Gangalee                       | — | — | — | — | Latin27 (13 Wo.)Latin | ES24 Platin · (19 Wo.)ES | Farruko feat. Anuel AA & Kendo Kaponi |
| 2019 | Te quemaste ADN                            | — | — | — | — | Latin31 (20 Wo.)Latin | ES4 ×3Dreifachplatin · (30 Wo.)ES | Manuel Turizo feat. Anuel AA |
| 2019 | Aventura Épico                             | — | — | — | — | Latin11 (20 Wo.)Latin | ES5 ×2Doppelplatin · (22 Wo.)ES | Lunay feat. Anuel AA & Ozuna |
| 2020 | Está cabrón ser yo YHLQMDLG                | — | — | — | US97 (1 Wo.)US | Latin13 (10 Wo.)Latin | ES15 Platin · (5 Wo.)ES | Charteinstieg: 5. März 2020 Bad Bunny feat. Anuel AA |
| 2020 | Por mi reggae muero 2020 Quien Contra Mí 2 | — | — | — | — | Latin50 Gold · (1 Wo.)Latin | ES81 Gold · (4 Wo.)ES | Yandel feat. Anuel AA |
| 2023 | Pa ti estoy Cosmo                          | — | — | — | — | — | ES81 Platin · (1 Wo.)ES | Charteinstieg: 24. November 2023 Ozuna feat. Anuel AA & Chris Jedi                                                                                                 |
| 2025 | Lokita 111XPANTIA (Deluxe)                 | — | — | — | — | Latin43 (2 Wo.)Latin | — | Fuerza Regida feat. Anuel AA |

## Statistik

### Chartauswertung
|                     | DE    | AT    | CH    | US    | Latin       | ES    |
| ------------------- | ----- | ----- | ----- | ----- | ----------- | ----- |
| Nummer-eins-Alben   | DE—DE | AT—AT | CH—CH | US—US | Latin4Latin | ES2ES |
| Top-10-Alben        | DE—DE | AT—AT | CH—CH | US2US | Latin5Latin | ES4ES |
| Alben in den Charts | DE—DE | AT—AT | CH3CH | US5US | Latin5Latin | ES5ES |

|                       | DE    | AT    | CH    | US     | Latin         | ES      |
| --------------------- | ----- | ----- | ----- | ------ | ------------- | ------- |
| Nummer-eins-Singles   | DE—DE | AT—AT | CH—CH | US—US  | Latin3Latin   | ES6ES   |
| Top-10-Singles        | DE—DE | AT—AT | CH1CH | US—US  | Latin21Latin  | ES33ES  |
| Singles in den Charts | DE2DE | AT2AT | CH8CH | US14US | Latin121Latin | ES125ES |

### Auszeichnungen für Musikverkäufe
| Land/RegionAuszeichnungen für Musikverkäufe (Land/Region, Auszeichnungen, Verkäufe, Quellen) | Gold       | Platin         | Diamant       | Verkäufe   | Quellen             |
| -------------------------------------------------------------------------------------------- | ---------- | -------------- | ------------- | ---------- | ------------------- |
| Argentinien (CAPIF)                                                                          | Gold1      | —              | —             | 10.000     | Einzelnachweise     |
| Brasilien (PMB)                                                                              | 2× Gold2   | 4× Platin4     | —             | 200.000    | pro-musicabr.org.br |
| Chile (IFPI)                                                                                 | 2× Gold2   | 3× Platin3     | Diamant1      | 1.100.000  | profovi.cl          |
| Ecuador (SOPROFON)                                                                           | —          | 7× Platin7     | —             | 42.000     | Einzelnachweise     |
| Frankreich (SNEP)                                                                            | 2× Gold2   | Platin1        | —             | 400.000    | snepmusique.com     |
| Griechenland (IFPI)                                                                          | Gold1      | —              | —             | 10.000     | Einzelnachweise     |
| Italien (FIMI)                                                                               | 9× Gold9   | 5× Platin5     | —             | 640.000    | fimi.it             |
| Kanada (MC)                                                                                  | —          | Platin1        | —             | 80.000     | musiccanada.com     |
| Kolumbien (ASINCOL)                                                                          | —          | —              | Diamant1      | 100.000    | Einzelnachweise     |
| Mexiko (AMPROFON)                                                                            | 8× Gold8   | 27× Platin27   | 5× Diamant5   | 4.000.000  | amprofon.com.mx     |
| Peru (UNIMPRO)                                                                               | —          | 4× Platin4     | —             | 24.000     | Einzelnachweise     |
| Polen (ZPAV)                                                                                 | Gold1      | —              | —             | 10.000     | olis.pl             |
| Portugal (AFP)                                                                               | 2× Gold2   | Platin1        | —             | 20.000     | Einzelnachweise     |
| Spanien (Promusicae)                                                                         | 46× Gold46 | 136× Platin136 | —             | 9.300.000  | elportaldemusica.es |
| Uruguay (CUD)                                                                                | Gold1      | 2× Platin2     | —             | 7.500      | Einzelnachweise     |
| Venezuela (APFV)                                                                             | —          | 3× Platin3     | —             | 30.000     | Einzelnachweise     |
| Vereinigte Staaten (RIAA)                                                                    | 11× Gold11 | 168× Platin168 | 11× Diamant11 | 19.820.000 | riaa.com            |
| Zentralamerika (CFC)                                                                         | Gold1      | 6× Platin6     | —             | 455.000    | cfc-musica.com      |
| Insgesamt                                                                                    | 87× Gold87 | 368× Platin368 | 18× Diamant18 |            |                     |